# AKIRA (アルバム)
『AKIRA』（アキラ）は、福山雅治12作目のオリジナル・アルバム。2020年12月8日発売。制作はアミューズ。発売・販売元はユニバーサルミュージック。

## 概要

### 制作背景
2014年に発表した前作『HUMAN』から約6年8か月ぶりとなるオリジナル・アルバム。
タイトルの「AKIRA」は、福山が17歳の時に亡くなった父親の名前である。
本作について福山は、「制作してゆく中、自身の父親が他界した年齢に近付いてきた中で「AKIRA」というタイトル曲が生まれ、アルバム全体を貫くテーマとなった」
「今作は、人間の存在について深く掘り下げた前作『HUMAN』よりも、自身の表現欲求に深く踏み込み、17歳の頃に体験した父親の死と真正面から向き合い、脈々と流れ受け継がれてゆく〝血″を直視。「〝死生観を描く″ということにフォーカスを絞り、焦点をハッキリさせたい」と覚悟を決めた30周年を迎えたシンガーソングライター福山雅治が踏み出す、新たな表現の始まりの一歩がこのアルバム」と語っている。
アルバムには2017年にCDリリースされた32作目のシングル「聖域」と、2016年から2018年にかけて配信リリースされたデジタル・シングル「1461日」、「トモエ学園」、「零 -ZERO-」、「甲子園」に加え、本作発売に伴い先行デジタル配信された「心音」を始めとする新録曲を含む計17曲が収録される。なお、「聖域」以外の16曲については、全てCD初収録曲となる。

### 仕様
アルバムのフィジカルは3種類の初回限定盤と通常盤、ファンクラブ会員が購入できる数量限定の「BROS.」盤の計5形態でリリースされる。

## プロモーション・リリース
2020年10月12日に、福山のファンクラブの公式Twitterで情報の発表が予告された。また福山本人から、アルバムの発表を示唆する内容のツイートが投稿された。その翌日の10月13日に、朝の情報番組や、スポーツ新聞、音楽ナタリーを始めとするウェブメディアなどを通してアルバムのリリース情報が発表された。

## 楽曲
1. AKIRA
本作のタイトルチューン。
2. 暗闇の中で飛べ
『福山☆冬の大感謝祭 其の十七』で初披露された楽曲。
3. 革命
映画『新解釈・三國志』の主題歌。
4. Popstar
『WE'RE BROS. TOUR 2018』で初披露された楽曲。
発表当初のタイトルは、「Pop star」と、単語間に空白があるものだった。
5. 漂流せよ
「暗闇の中で飛べ」と同じく、『福山☆冬の大感謝祭 其の十七』で初披露された楽曲。
発表当初は、「漂流せよ ～Avenida Atlantica～」と、副題が付けられていた。
6. トモエ学園
3rdデジタルシングル。
7. 失敗学
日本テレビ系ドラマ『正義のセ』主題歌。
福山自身がレコーディングでもライブでも6弦バンジョーを演奏している。
8. 甲子園
5thデジタルシングル。
9. ボーッ
未発表音源の一つである。ゆったりとしたレゲエ・ビートに乗って歌われるナンバー[11]。
パスカルの遺稿集『パンセ』にある名文句「人間は考える葦である」がひとつのテーマとなっており[11]、歌詞中にも引用されている。
アルバムの内容が濃いということで、癒し系を入れたいとの考えで製作された曲である。
10. 心音
本作の先行デジタルシングル。
11. 幸せのサラダ
キューピーハーフ CMソング。
12. 1461日
2ndデジタルシングル。
表記はないがアルバムバージョンであり、オリジナルと違いドラムが一部打ち込みに差し替えられている他、それに合わせてベースも一部福山による演奏に差し替えられている[11]。
なお、この曲について当初は収録が見送られる予定であったが、2020年10月24日放送の『福山雅治 福のラジオ』内で、福山からリスナーに向けて、収録を検討しているとの発表があり、収録してほしいか否かのアンケートが取られた[12]。そして翌週放送の同番組内で、この曲の収録が正式に発表された[13]。
13. 聖域
32ndシングル。
14. いってらっしゃい
日本テレビ系ドラマ『生田家の朝』・『緑山家の朝』主題歌。
福山自身がレコーディングでもライブでも6弦バンジョーを演奏している。
15. 零 -ZERO-
4thデジタルシングル。
16. 始まりがまた始まってゆく
ダンロップ CMソング。
『福山☆冬の大感謝祭 其の十九』で初披露。
発表当初はタイトルが付けられていなかった。
17. 彼方で
未発表音源の一つである。
翌年に映画『太陽の子』の主題歌となる。

## 収録内容
| 全作詞・作曲: 福山雅治。 |                                                                    |           |            |                                                |      |
| #                        | タイトル                                                           | 作詞      | 作曲・編曲 | 編曲                                           | 時間 |
| 1.                       | 「AKIRA」                                                          | 福山雅治  | 福山雅治   | 福山雅治                                       | 3:27 |
| 2.                       | 「暗闇の中で飛べ」                                                 | 福山雅治  | 福山雅治   | 福山雅治 井上鑑（ストリングスアレンジ）        | 4:05 |
| 3.                       | 「革命」(東宝系映画『新解釈・三國志』主題歌)                       | 福山雅治  | 福山雅治   | 福山雅治 井上鑑（ブラスアレンジ）              | 4:03 |
| 4.                       | 「Popstar」                                                        | 福山雅治  | 福山雅治   | 福山雅治                                       | 3:41 |
| 5.                       | 「漂流せよ」                                                       | 福山雅治  | 福山雅治   | 福山雅治                                       | 4:06 |
| 6.                       | 「トモエ学園」(テレビ朝日系帯ドラマ劇場『トットちゃん!』主題歌)    | 福山雅治  | 福山雅治   | 福山雅治 井上鑑                                | 4:52 |
| 7.                       | 「失敗学」(日本テレビ系ドラマ『正義のセ』主題歌)                   | 福山雅治  | 福山雅治   | 福山雅治                                       | 4:20 |
| 8.                       | 「甲子園」(NHK高校野球テーマソング)                                | 福山雅治  | 福山雅治   | 福山雅治 井上鑑（ブラスアレンジ）              | 4:56 |
| 9.                       | 「ボーッ」                                                         | 福山雅治  | 福山雅治   | 福山雅治                                       | 3:32 |
| 10.                      | 「心音」(日本テレビ系ドラマ『#リモラブ 〜普通の恋は邪道〜』主題歌) | 福山雅治  | 福山雅治   | 福山雅治 井上鑑（ストリングスアレンジ）        | 4:21 |
| 11.                      | 「幸せのサラダ」(キユーピー「キユーピーハーフ」CMソング)           | 福山雅治  | 福山雅治   | 福山雅治                                       | 3:49 |
| 12.                      | 「1461日」(テレビ朝日系リオ五輪・平昌五輪放送テーマソング)         | 福山雅治  | 福山雅治   | 福山雅治 井上鑑                                | 4:17 |
| 13.                      | 「聖域」(テレビ朝日系ドラマ『黒革の手帖』主題歌)                   | 福山雅治  | 福山雅治   | 福山雅治 井上鑑（ブラス&ストリングスアレンジ） | 3:57 |
| 14.                      | 「いってらっしゃい」(日本テレビ系ドラマ『生田家の朝』主題歌)       | 福山雅治  | 福山雅治   | 福山雅治                                       | 3:53 |
| 15.                      | 「零 -ZERO-」(東宝系映画『名探偵コナン ゼロの執行人』主題歌)       | 福山雅治  | 福山雅治   | 福山雅治                                       | 4:17 |
| 16.                      | 「始まりがまた始まってゆく」(ダンロップ ビューロ CMソング)         | 福山雅治  | 福山雅治   | 福山雅治 井上鑑（ブラス&ストリングスアレンジ） | 3:49 |
| 17.                      | 「彼方で」(映画『太陽の子』主題歌)                                 | 福山雅治  | 福山雅治   | 福山雅治 井上鑑（ストリングスアレンジ）        | 4:32 |
| 合計時間:                | 合計時間:                                                          | 合計時間: | 69:57      |                                                |      |

| #   | タイトル                                      | 作詞 | 作曲・編曲 |
| --- | --------------------------------------------- | ---- | ---------- |
| 1.  | 「甲子園」                                    |      |            |
| 2.  | 「HEAVEN」                                    |      |            |
| 3.  | 「化身」                                      |      |            |
| 4.  | 「All My Loving」                             |      |            |
| 5.  | 「虹」                                        |      |            |
| 6.  | 「IT'S ONLY LOVE」                            |      |            |
| 7.  | 「はつ恋」                                    |      |            |
| 8.  | 「Heart」                                     |      |            |
| 9.  | 「Beautiful life」                            |      |            |
| 10. | 「リバーサイド ホテル」                       |      |            |
| 11. | 「幸福の硬貨」                                |      |            |
| 12. | 「始まりがまた始まってゆく」                  |      |            |
| 13. | 「HEY!」                                      |      |            |
| 14. | 「想 -new love new world-」                   |      |            |
| 15. | 「聖域」                                      |      |            |
| 16. | 「GAME」                                      |      |            |
| 17. | 「WOH WOW」                                   |      |            |
| 18. | 「零 -ZERO-」                                 |      |            |
| 19. | 「HELLO」                                     |      |            |
| 20. | 「Peach!!」                                   |      |            |
| 21. | 「Message」                                   |      |            |
| 22. | 「MELODY」                                    |      |            |
| 23. | 「誕生日には真白な百合を」                    |      |            |
| 24. | 「少年」(2019/12/22 男性限定ライブ 野郎夜!!6) |      |            |

| #  | タイトル                       | 作詞 | 作曲・編曲 |
| -- | ------------------------------ | ---- | ---------- |
| 1. | 「心音」(監督：柿本ケンサク)   |      |            |
| 2. | 「甲子園」                     |      |            |
| 3. | 「トモエ学園」(監督：丸山健志) |      |            |
| 4. | 「聖域」(監督：丹羽慎治)       |      |            |

| #   | タイトル                     | 作詞 | 作曲・編曲 |
| --- | ---------------------------- | ---- | ---------- |
| 1.  | 「少年」                     |      |            |
| 2.  | 「最愛」                     |      |            |
| 3.  | 「明日の☆SHOW」              |      |            |
| 4.  | 「虹」                       |      |            |
| 5.  | 「Heart」                    |      |            |
| 6.  | 「HELLO」                    |      |            |
| 7.  | 「家族になろうよ」           |      |            |
| 8.  | 「約束の丘」                 |      |            |
| 9.  | 「Dear」                     |      |            |
| 10. | 「道標」                     |      |            |
| 11. | 「Good night」               |      |            |
| 12. | 「桜坂」                     |      |            |
| 13. | 「始まりがまた始まってゆく」 |      |            |
| 14. | 「MELODY」                   |      |            |

| #   | タイトル                                                  | 作詞 | 作曲・編曲 |
| --- | --------------------------------------------------------- | ---- | ---------- |
| 1.  | 「最愛」                                                  |      |            |
| 2.  | 「恋の中 (弾き語りver.)」                                 |      |            |
| 3.  | 「ながれ星」                                              |      |            |
| 4.  | 「蛍」                                                    |      |            |
| 5.  | 「好きよ 好きよ 好きよ (弾き語りver.)」                   |      |            |
| 6.  | 「milk tea」                                              |      |            |
| 7.  | 「道標」                                                  |      |            |
| 8.  | 「はつ恋」                                                |      |            |
| 9.  | 「あの夏も 海も 空も」                                    |      |            |
| 10. | 「桜坂」                                                  |      |            |
| 11. | 「家族になろうよ」                                        |      |            |
| 12. | 「Dear (「DOME LIVE 2018 -暗闇の中で飛べ-」ver.)」        |      |            |
| 13. | 「Squall (「福山☆夏の大創業祭2015 日産スタジアム」ver.)」 |      |            |
| 14. | 「Good night (「福山雅治 五十祭!!」ver.)」                |      |            |
| 15. | 「7月7日 (「福山☆冬の大感謝祭 其の十五」ver.)」           |      |            |
| 16. | 「恋人 (「福山☆冬の大感謝祭 其の十七」ver.)」             |      |            |

| #  | タイトル                                      | 作詞 | 作曲・編曲 |
| -- | --------------------------------------------- | ---- | ---------- |
| 1. | 「お家でBROS. ～幸せのサラダ～」              |      |            |
| 2. | 「お家でBROS. ～一緒に作ろう 幸せのサラダ～」 |      |            |
| 3. | 「お家でBROS. Vol.1 ダイジェスト」            |      |            |
| 4. | 「お家でBROS. Vol.2 ダイジェスト」            |      |            |
| 5. | 「お家でBROS. Vol.3 ダイジェスト」            |      |            |

| #  | タイトル                                             | 作詞 | 作曲・編曲 |
| -- | ---------------------------------------------------- | ---- | ---------- |
| 1. | 「最愛」                                             |      |            |
| 2. | 「東京にもあったんだ」                               |      |            |
| 3. | 「ひまわり」                                         |      |            |
| 4. | 「あの夏も 海も 空も」                               |      |            |
| 5. | 「心音」                                             |      |            |
| 6. | 「Dogons (福山☆冬の大感謝祭 其の十六)」(Bonus Track) |      |            |